# ウィーラー郡 (オレゴン州)
ウィーラー郡（英: Wheeler County）は、アメリカ合衆国オレゴン州にある郡の一つ。2000年の人口は1,547人であった。『オレゴン・ジオグラフィック・ネームズ』によれば郡名は同州ミッチェル近郊に農場を所有していた初期の移住者ヘンリー・H・ウィーラーの名に由来する。郡庁所在地はフォッシルである。
オレゴン州で最大の化石産地が存在することで有名である。

## 歴史
1899年2月17日、グラント郡、ギリアム郡、クルック郡から分郡する形で、ウィーラー郡が設置された。設置以来、郡境界線の変更が実施されたことはない。郡設置の際、フォッシルが暫定的な郡庁所在地に制定された。1900年、常置の郡庁所在地の制定が巡り、投票が行われた。候補には3市が挙がったが、投票の結果、フォッシルが常置の郡庁所在地に制定された。

## 経済
ウィーラー郡の主要経済は、農業、牧畜業、材木業である。

## 政治
ウィーラー郡はオレゴン州中部に位置するが、政治的にはオレゴン州東部の区分に属する。オレゴン州東部の諸郡と同様、政党に所属するウィーラー郡の登録有権者の過半数は共和党の党員である。2008年の大統領選挙で、ウィーラー郡の有権者の61.33%は共和党のジョン・マケインに投票し、34.61%は民主党のバラク・オバマに投票し、4.06%は第三政党ないしwrite-in candidateに投票した。投票数は、2004年の大統領選挙に比べると僅かだが明らかな民主党への推移が見られる。2004年の大統領選挙では、ウィーラー郡の有権者の69.5%が共和党のジョージ・W・ブッシュに投票し、27.8%が民主党のジョン・ケリーに投票し、2.7%が第三政党ないしwrite-in- candidateに投票した。

## 地理
アメリカ合衆国国勢調査局によれば、ウィーラー郡の総面積は 4,443 km2 (1,715 mi2) であり、その内 4,442 km2 (1,715 mi2) が陸地、1 km2 (1 mi2、0.03%) が水面であった。

### 隣接郡
- ギリアム郡 - 北
- モロー郡 - 北東
- グラント郡 - 東
- クルック郡 - 南
- ジェファーソン郡 - 北西
- ワスコ郡 - 北西

### 国立保護地域
- ジョン・デイ化石層国立記念物 （一部） - ペインテッド・ヒルズ
- オチョコ国有林 （一部）
- ユマティラ国有林 （一部）

### 主要幹線道路
- 国道26号線

## 人口動態
以下は2000年国勢調査による人口統計データである。
| - 人口: 1,547人 - 世帯数: 653世帯 - 家族数: 444家族 - 人口密度: 0人/km2（1人/mi2） - 住居数: 842軒 - 住居密度: 0軒/km2（0軒/mi2） 人種別人口構成 - 白人: 93.34% - アフリカン・アメリカン: 0.06% - ネイティブ・アメリカン: 0.84% - アジア人: 0.26% - 太平洋諸島系: 0.06% - その他の人種: 3.49% - 混血: 1.94% - ヒスパニック・ラテン系: 5.11% 祖先構成 - ドイツ系: 20.6% - イングランド系: 18.0% - アメリカ系: 13.6% - アイルランド系: 8.2% - スコットランド系: 6.9% 年齢別人口構成 - 18歳未満: 22.70% - 18-24歳: 3.40% - 25-44歳: 19.30% - 45-64歳: 31.40% - 65歳以上: 23.30% - 年齢の中央値: 48歳 - 性比（女性100人あたり男性の人口） - 総人口: 102.20 - 18歳以上: 97.00 | 世帯と家族（対世帯数） - 18歳未満の子供がいる: 21.30% - 結婚・同居している夫婦: 62.20% - 未婚・離婚・死別女性が世帯主: 4.00% - 非家族世帯: 31.90% - 単身世帯: 27.40% - 65歳以上の老人1人暮らし: 13.30% - 平均構成人数 - 世帯: 2.32人 - 家族: 2.76人 収入と家計 - 収入の中央値 - 世帯: 28,750米ドル - 家族: 34,048米ドル - 性別 - 男性: 29,688米ドル - 女性: 22,361米ドル - 人口1人あたり収入: 15,884米ドル - 貧困線以下 - 対人口: 15.60% - 対家族数: 12.70% - 18歳未満: 22.20% - 65歳以上: 4.20% |

## 都市と町
- フォッシル（郡庁所在地）
- ミッチェル
- スプレイ

### 非法人地域
| - アントン - クラルノ - キンズア （ゴーストタウン） - リッチモンド - サービスクリーク | - スプースミル - トゥウィックンハム - ウォーターマン - ウェットモア - ウィンロック |